# Rob Delaney
Rob Delaney (Boston, Massachusetts, 19 de enero de 1977) es un comediante, actor, escritor y activista estadounidense. Fue coprotagonista y coguionista del programa de televisión Catastrophe y ha aparecido en películas de comedia como Deadpool 2 (2018) y Tom & Jerry (2021).

## Primeros años
Delaney nació en Boston, Massachusetts, el 19 de enero de 1977, hijo de Nancy y Robert Delaney. Creció en Marblehead, Massachusetts. Es de ascendencia irlandesa. Asistió a la Tisch School of the Arts de la Universidad de Nueva York y se graduó en teatro musical en 1999.

## Carrera

### Twitter
Delaney llamó la atención del público a través de Twitter, donde comenzó a publicar en 2009. En 2016, tenía más de 1,2 millones de seguidores. Mientras que otros cómicos dudaban en compartir su material en las redes sociales, a él se le considera uno de los primeros comediantes en utilizar las redes sociales para publicar chistes. Le dio crédito al escritor de comedia irlandés Graham Linehan por su aumento de popularidad después de que Linehan comenzó a responder a sus tweets. En 2010, la revista Paste nombró a Delaney una de las 10 personas más divertidas de Twitter. En mayo de 2012, se convirtió en el primer comediante en ganar el premio a la "Persona más divertida en Twitter" en The Comedy Awards.

### Escritor
Delaney ha escrito artículos para Vice y The Guardian. Su libro Rob Delaney: Mother. Wife. Sister. Human. Warrior. Falcon. Yardstick. Turban. Cabbage. fue publicado por Spiegel & Grau en noviembre de 2013. Sus memorias A Heart That Works, sobre la pérdida de su hijo Henry, de dos años y medio, a causa de un cáncer cerebral, fueron publicadas por Spiegel & Grau en 2022.

### Actuación

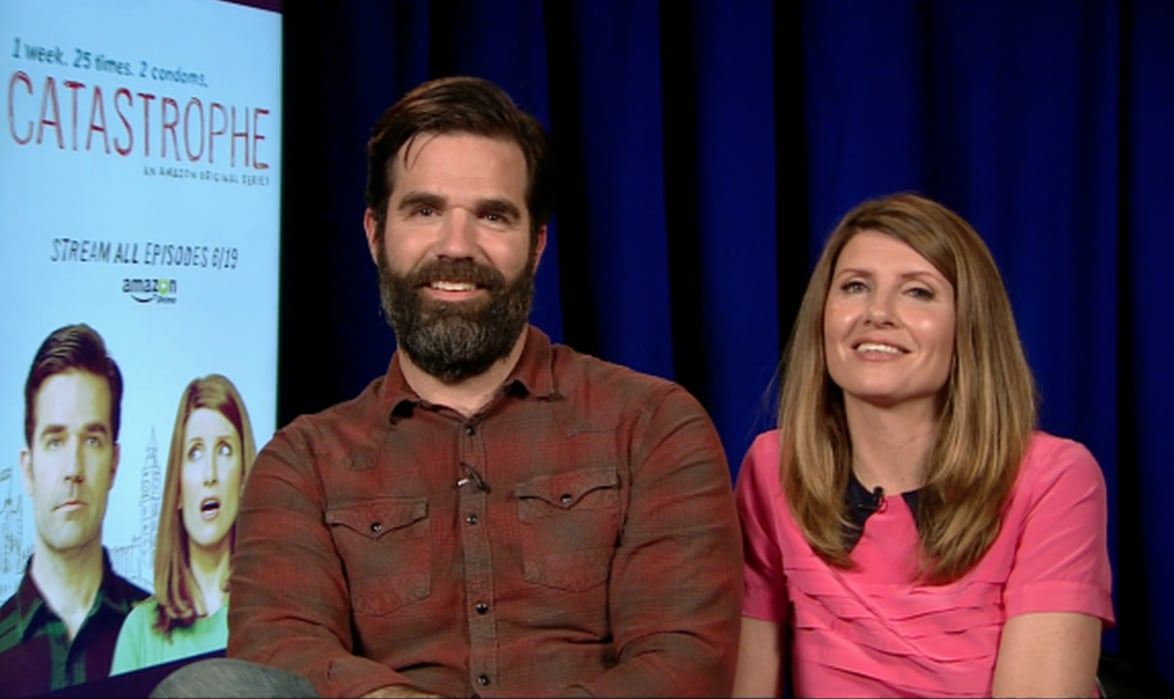
Delaney y Sharon Horgan entrevistados sobre Catastrophe en 2015

En diciembre de 2011, Comedy Central anunció que Delaney filmaría un piloto para un programa de variedades, llamado @RobDelaney. Sin embargo, la serie no fue retomada. En cambio, Delaney pasó a coescribir y coprotagonizar con Sharon Horgan en Catastrophe, que comenzó a transmitirse en el Reino Unido el 19 de enero de 2015 en el Canal 4. El programa sigue a sus personajes después de que se juntan después de una breve aventura mientras él está en el Reino Unido por negocios, y luego se muda allí permanentemente después de enterarse de que ella ha quedado embarazada. Debutó en Estados Unidos en Amazon en junio de 2015. El programa terminó después de cuatro temporadas. Channel 4 transmitió el episodio final el 12 de febrero de 2019, mientras que Amazon anunció que la fecha de lanzamiento en Estados Unidos sería el 15 de marzo del mismo año. La serie le valió su única nominación al Emmy, por "Mejor guión de comedia".
Desde que se mudó al Reino Unido en 2014, Delaney ha aparecido en varios paneles británicos, incluidos Have I Got News for You, Would I Lie to You?, 8 Out of 10 Cats Does Countdown, The Big Fat Quiz of the Year y Room 101. En 2016, apareció en Travel Man como presentador invitado de la ciudad española de Sevilla, y en marzo de 2021, fue el locutor invitado en Ant & Dec's Saturday Night Takeaway.
En la película Deadpool 2 (2018), Delaney interpretó a Peter, un hombre promedio de mediana edad que no tiene superpoderes y se une a la X-Force de Deadpool. Como parte de la promoción de la película, se abrió una cuenta de Twitter a nombre de Peter.
A lo largo de 2019, Delaney tuvo una serie de cameos en películas taquilleras de Hollywood. Volvió a formar equipo con el director David Leitch y el actor Dwayne Johnson para Fast & Furious Presents: Hobbs & Shaw, en la que apareció como el Agente Loeb. Apareció como director de teatro en la comedia dramática Last Christmas de Paul Feig. Ambas películas alcanzaron el número uno en la taquilla del Reino Unido. También apareció junto a Anne Hathaway en The Hustle como Todd y en el drama de Fox News Bombshell, coprotagonizado por Charlize Theron. Filmó un cameo como Elvis Presley en la película biográfica musical de Elton John de Dexter Fletcher, Rocketman, que fue omitida del corte final. También se informó que aparecería junto a Reynolds en otra ocasión, en Pokémon: Detective Pikachu. Sin embargo, no apareció en la película final. En septiembre de 2019 participó en The Good House junto a Sigourney Weaver y Kevin Kline.

## Vida personal
Delaney reside en Londres con su esposa Leah; han tenido cuatro hijos juntos. En febrero de 2018, Delaney reveló que su hijo Henry había muerto en enero a la edad de dos años y medio, después de haber recibido un tratamiento extenso por un tumor cerebral desde 2016. El cuarto hijo de la pareja nació en agosto de 2018. En 2020 escribió sobre someterse a una vasectomía.
Delaney ha compartido públicamente su experiencia con múltiples problemas de salud, incluidos la depresión y el alcoholismo. En 2002, se desmayó mientras conducía y chocó contra un edificio propiedad del Departamento de Agua y Energía de Los Ángeles. En el accidente, se rompió la muñeca izquierda y el brazo derecho, y le arañaron ambas rodillas hasta el hueso. Esto lo impulsó a dejar de beber.
En 2018, Delaney se convirtió en el primer presentador del programa CBeebies Bed Time Stories en contar una historia en Makaton, que utilizó para comunicarse con su difunto hijo Henry.
En el programa Between the Covers de Sara Cox, Delaney eligió la colección de cuentos A Manual for Cleaning Women de Lucia Berlin como uno de sus libros favoritos.
Delaney es ateo.

## Puntos de vista políticos
En junio de 2017 respaldó al Partido Laborista en las elecciones generales de 2017, a pesar de no poder votar como ciudadano no británico (pero residente desde hace mucho tiempo). En noviembre de 2018, apoyó una petición organizada por el grupo de campaña laborista Momentum pidiendo a los parlamentarios laboristas que votaran en contra del acuerdo de retirada de la UE que había sido negociado por el gobierno de Theresa May.
En noviembre de 2019, Delaney se unió a otras figuras públicas para firmar una carta de apoyo al líder del Partido Laborista Jeremy Corbyn, describiéndolo como "un faro de esperanza en la lucha contra el nacionalismo emergente de extrema derecha, la xenofobia y el racismo en gran parte del mundo democrático" y respaldó él en las elecciones generales del Reino Unido de 2019. En diciembre de 2019, junto con otras 42 figuras públicas, firmó una carta respaldando al Partido Laborista bajo el liderazgo de Corbyn en las elecciones generales de 2019. La carta decía que "el manifiesto electoral laborista bajo el liderazgo de Jeremy Corbyn ofrece un plan transformador que prioriza las necesidades de las personas y del planeta por encima del beneficio privado y los intereses creados de unos pocos".
En 2016, Delaney se convirtió en miembro de los Socialistas Democráticos de América.

## Filmografía

### Películas
| Año  | Título                                               | Papel                   | Notas            |
| ---- | ---------------------------------------------------- | ----------------------- | ---------------- |
| 2007 | Wild Girls Gone                                      | Whipped Cream Ass Man   |                  |
| 2014 | Life After Beth                                      | Presentador de noticias |                  |
| 2018 | Deadpool 2                                           | Peter                   |                  |
| 2019 | The Hustle                                           | Todd                    |                  |
| 2019 | Rocketman                                            | Elvis Presley           | Escena eliminada |
| 2019 | Fast & Furious Presents: Hobbs & Shaw                | Agente Loeb             |                  |
| 2019 | Last Christmas                                       | Director de teatro      |                  |
| 2019 | Bombshell                                            | Gil Norman              |                  |
| 2021 | Tom & Jerry                                          | Henry Dubros            |                  |
| 2021 | Wrath of Man                                         | Boss Blake Halls        |                  |
| 2021 | The Good House                                       | Peter Newbold           |                  |
| 2021 | Ron da error                                         | Andrew Morris           | Voz              |
| 2021 | Home Sweet Home Alone                                | Jeff McKenzie           |                  |
| 2022 | La burbuja                                           | Marti                   |                  |
| 2022 | La Escuela del Bien y del Mal                        | Stefan                  |                  |
| 2023 | Northern Comfort                                     | Ralph                   |                  |
| 2023 | Misión imposible: sentencia mortal - Parte 1         | JSOC                    |                  |
| 2023 | La probabilidad estadística del amor a primera vista | Andrew Sullivan         |                  |
| 2024 | Orión y la oscuridad                                 | Papá de Orion           | Voz              |
| 2024 | Argylle                                              | Powell                  |                  |
| 2024 | Deadpool & Wolverine                                 | Peter                   |                  |

### Televisión
| Año       | Título                                    | Papel               | Notas                                                            |
| --------- | ----------------------------------------- | ------------------- | ---------------------------------------------------------------- |
| 2009      | Coma, Period.                             | Dan Humford         | 10 episodios                                                     |
| 2009      | Outer Space Astronauts                    | Commander Cake      | Episodio: "One Year Ago"                                         |
| 2010      | This Week in Comedy                       | Él mismo            | Episodio: "Karen Kilgariff/Rob Delaney"                          |
| 2011      | The Smoking Gun Presents: World's Dumbest | Él mismo            | 6 episodios                                                      |
| 2012      | Key &amp; Peele                           | Varios              | 3 episodios                                                      |
| 2012      | First Dates with Toby Harris              | Brad                | Episodio: "Ex-Girlfriends"                                       |
| 2013      | Rob Delaney Live at the Bowery Ballroom   | Él mismo            | Especial en vivo en Netflix; también productor ejecutivo         |
| 2013      | Cougar Town                               | Guide               | Episodio: "Have Love Will Travel"                                |
| 2013      | Burning Love                              | Kirk                | 3 episodios                                                      |
| 2014      | The Michael J. Fox Show                   | Clete Matthews      | Episodio: "Biking"                                               |
| 2015–2019 | Catastrophe                               | Rob Norris          | 24 episodios; también cocreador, coescritor, productor ejecutivo |
| 2016      | Travel Man: 48 Hours In                   | Él mismo            | Episodio: "Seville"                                              |
| 2018      | Action Team                               | Victor              | Episodio: "Super Mega Robot"                                     |
| 2018      | Trust                                     | Lansing             | Episodio: "Kodachrome"                                           |
| 2018      | Danger Mouse                              | Night Knight (voz)  | Episodio: "Daylight Savings Crime"                               |
| 2018      | Bitz &amp; Bob                            | Bevel (voz)         | 41 episodios                                                     |
| 2021      | Ant &amp; Dec's Saturday Night Takeaway   | Locutor invitado    | 2 episodios                                                      |
| 2021      | The Great North                           | Brian Tobin (voz)   | 2 episodios                                                      |
| 2021      | No Activity                               | Magnolia (voz)      | 2 episodios                                                      |
| 2021      | Birdgirl                                  | Brian O'Brien (voz) | 6 episodios                                                      |
| 2021      | Between the Covers                        | Él mismo            | Episodio #2.2                                                    |
| 2021      | Fairfax                                   | Grant (voz)         | 4 episodios                                                      |
| 2022      | Big Nate                                  | Martin Wright (voz) | Protagonista                                                     |
| 2022      | Ant and Dec's Saturday Night Takeaway     | El Diablo           | Recurrente en Polterguys                                         |
| 2022      | The Man Who Fell to Earth                 | Hatch Flood         | Protagonista, 8 episodios                                        |
| 2023      | El poder                                  | Tom                 | Recurrente                                                       |
| 2023      | Black Mirror                              | Mac                 | Episodio: "Joan Is Awful"                                        |
| 2023      | Invincible                                | Nuolzot(voz)        | Temporada 2                                                      |
| 2024      | Bad Monkey                                | Christopher         | Protagonista                                                     |